# Winter Vol Liefde
Winter Vol Liefde is een Nederlands televisieprogramma waarin Nederlanders wonend in het buitenland in de winter op zoek gaan naar een relatie. Het programma wordt uitgezonden op RTL 4 en is ook te bekijken via streamingdienst Videoland. Het programma wordt begeleid door Jeroen Kijk in de Vegte als voice-over. Art Rooijakkers presenteerde in 2024 de specials rondom het programma, zoals De Aftrap en De Reünie. In 2025 doet Leonie ter Braak dit. Het is een spin-off van B&B Vol Liefde.

## Format
Er worden oproepen gedaan waarop mensen zich kunnen opgeven door het sturen van een voorstellingsfilmpje. Deze worden bekeken door de kandidaten die op zoek zijn naar een partner en die maken daaruit een selectie van de deelnemers die zij graag op bezoek krijgen in hun huis of accommodatie. Deze zijn dan al voorgesteld na afloop van de serie B&B Vol Liefde. De deelnemers gaan alleen op bezoek bij de kandidaat en aan het einde of tijdens het bezoek komt er dan een tweede deelnemer. Kandidaten en gasten bepalen zelf hoe lang zij respectievelijk gastvrijheid willen geven of ontvangen. In sommige gevallen komen er meerdere deelnemers tegelijk langs gedurende de tijd.

## Seizoenen

### Seizoen 1 (2023/24)
De eerste aflevering van het eerste seizoen werd uitgezonden op maandag 18 december 2023. Tijdens de eerste uitzendweek van seizoen 1 werden er al deelnemers gezocht voor seizoen 2. Twee kandidaten kregen een relatie.
|   | Kandidaat          | Beroep                               | Woonplaats             | Deelnemers in volgorde van aankomst                | Uitkomst                                          |
| - | ------------------ | ------------------------------------ | ---------------------- | -------------------------------------------------- | ------------------------------------------------- |
| 1 | Guido van den Berg | evenementenbedrijfeigenaar en docent | Arjeplog, Zweden       | Margreet, Elsje, Andrea, Esmeralda, Marja          | Kreeg later relatie met andere aspirant-kandidaat |
| 2 | Edith Broekhuis    | verhuurder appartementen             | Tösens, Oostenrijk     | Bart, Mike, Aroun                                  | Geen relatie                                      |
| 3 | Saul Colthof       | vastgoedmakelaar                     | Riederalp, Zwitserland | Amy Rose, Jessie, Kelsey, Rafaella, Muriel, Maxine | Kreeg met Amy Rose een kind                       |
| 4 | Marco Robeerst     | hoteleigenaar                        | Heggenes, Noorwegen    | Tineke, Joyce, Vanina, Mariëlle                    | Geen relatie                                      |
| 5 | Benjamin Willemsen | skileraar en horecamedewerker        | Belalp, Zwitserland    | Nicky, Joshua, Jeroen, Olivier-Bas, Michiel        | Geen relatie                                      |

- gast besloot zelf niet te blijven / gastheer/gastvrouw besloot niet verder te willen gaan / besloten samen dat het niets ging worden / uiteindelijke keuze

### Seizoen 2 (2025)
De eerste aflevering van het tweede seizoen werd uitgezonden op maandag 6 januari 2025. Toen het eerste seizoen van B&B Vol Liefde bijna ten einde was werden de kandidaten bekend gemaakt en kon men zich opgeven als geïnteresseerde. Elke week werden er vijf afleveringen uitgezonden van maandag tot vrijdag. De serie bestond uit 20 afleveringen en een reünie-aflevering die gepresenteerd werd door Leonie ter Braak.
|   | Kandidaat                     | Beroep                       | Woonplaats                   | Deelnemers in volgorde van aankomst      | Uitkomst                                                            |
| - | ----------------------------- | ---------------------------- | ---------------------------- | ---------------------------------------- | ------------------------------------------------------------------- |
| 1 | Jan van Buggenum (58)         | stugaverhuurder              | Kvillsfors, Zweden           | Michiel, Peter, Yan, Willem              | Geen relatie ontstond                                               |
| 2 | Maarten van Gent (76)         | basketbalcoach/sportmakelaar | Porkuni, Estland             | Truus, Ria, Barbara, Annette             | Geen relatie                                                        |
| 3 | Adrienne Hanegraaf-Kruit (50) | hoteleigenaar                | Sent, Zwitserland            | Erik, Gerard, Robert, Peter, Frits       | Geen relatie ontstond. Frits ging daten met Annette                 |
| 4 | Mike Hansler (33)             | skischoolmanager             | Seefeld in Tirol, Oostenrijk | Denise, Lena, Antine, Eefke, Tara, Amber | Relatie met Antine eindigde. Kreeg relatie met Denise.              |
| 5 | Judith Malotaux (37)          | jurist/boer                  | Boussenac, Frankrijk         | Bart, Guus, Sarike, Mark, Julia, Esther  | Relatie met Bart                                                    |
| 6 | Jorik Rood (27)               | skileraar/timmerman          | Fürth, Oostenrijk            | Kirsten, Nienke, Lana, Marieke, Marilou  | Relatie hield geen stand. Kreeg later relatie met kandidaat Marilou |
| 7 | Ruud van den Bosch (56)       | skileraar/skiliftbediende    | Kleinwalsertal, Oostenrijk   | afgemeld                                 | Vond zelf partner                                                   |

- gast besloot zelf niet te blijven / gastheer/gastvrouw besloot niet verder te willen gaan / besloten samen dat het niets ging worden / uiteindelijke keuze

### Seizoen 3 (2026)
De eerste aflevering van het derde seizoen wordt uitgezonden vanaf januari 2026. De kandidaten werden al bekendgemaakt via de televisiegids van Veronica op 2 september 2024. Men kan zich al opgeven als geïnteresseerde.
|   | Kandidaat                 | Beroep                            | Woonplaats                      | Deelnemers in volgorde van aankomst | Uitkomst          |
| - | ------------------------- | --------------------------------- | ------------------------------- | ----------------------------------- | ----------------- |
| 1 | Elsje Barendregt (49)     | verhuurder lodge en inkoopmanager | Hammarstrand, Zweden            | n.n.b                               | n.n.b.            |
| 2 | Ruben Bootsman (39)       | skileraar                         | Mauterndorf, Oostenrijk         | afgemeld                            | Vond zelf partner |
| 3 | André de Groot (27)       | chefkok familiehotel              | Arans, Andorra                  | n.n.b                               | n.n.b.            |
| 4 | Robin Koman (60)          | meubelmaker                       | Unnaryd, Zweden                 | n.n.b.                              | n.n.b.            |
| 5 | Hanneke Poelman (34)      | marketingbedrijfseigenaar         | Leogang, Oostenrijk             | n.n.b                               | n.n.b.            |
| 6 | Klaas van Walderveen (52) | timmerman en huisjesverhuurder    | Weissenbach am Lech, Oostenrijk | n.n.b.                              | n.n.b.            |
| 7 | Claudia (52)              | eigenaar bed & breakfast          | Wendling bei Haag, Oostenrijk   | n.n.b.                              | n.n.b.            |
| 9 | Hans (73)                 | gepensioneerd chefkok             | Ås, Noorwegen                   | n.n.b                               | n.n.b.            |
| 8 | Monique (61)              | projectmanager                    | Arzier, Zwitserland             | n.n.b.                              | n.n.b.            |